# Wilkinsburg
Wilkinsburg es un borough ubicado en el condado de Allegheny en el estado estadounidense de Pensilvania. En el año 2000 tenía una población de 19.196 habitantes y una densidad poblacional de 3,222.4 personas por km².El borough de Wilkinsburg recibió su nombre en honor a John Wilkins, Jr., un oficial del ejército de los Estados Unidos que se desempeñó como Intendente General del Ejército de los Estados Unidos de 1796 a 1802.

## Geografía
Wilkinsburg se encuentra ubicado en las coordenadas 40°26′38″N 79°52′39″O / 40.44389, -79.87750.

## Demografía
Según la Oficina del Censo en 2000 los ingresos medios por hogar en la localidad eran de $26,621 y los ingresos medios por familia eran $33,412. Los hombres tenían unos ingresos medios de $26,813 frente a los $26,196 para las mujeres. La renta per cápita para la localidad era de $16,890. Alrededor del 18.7% de la población estaba por debajo del umbral de pobreza.